# 國岡徹
國岡 徹（くにおか とおる）は、映像ディレクター・番組ディレクターである。監督、脚本、撮影、企画を担当していた。神奈川県出身。学習院大学経済学部卒業。CM、歴史番組、科学番組、ドキュメンタリー、企業用映像、音楽制作まで幅広い分野で活躍していた。平和や社会的弱者をテーマにした作品が多い。

## 企画・演出

### CM・VP
- 日清食品カップヌードル『チーズカレー（チーズ星人篇）』
- 日清食品カップヌードル『史上最大のチャーシュー』[1] 出演：アンディ・フグ、アーネスト・ホースト、ピーター・アーツ
- 日清食品カップヌードル『史上最大のタンタン』 出演：アンディ・フグ、アーネスト・ホースト、ピーター・アーツ
- ローソン企業CM『街のためにちょっといいこと篇』（企画演出）[2] ナレーション：仲間由紀恵
- UCC　BREAK『地獄でブレイク篇』 出演：ジャン・レノ
- 日本和装（企画演出） 出演：天海祐希、岡江久美子
- JRA（日本中央競馬会）『ジョッキープロジェクト』（企画演出） 出演：三浦皇成、田中勝春、蛯名正義、他
- ドリームジャンボ宝くじ『二人の所さん篇』（企画） 出演：所ジョージ
- JRA（日本中央競馬会）『父と娘篇』（企画）[3] 出演：緒形拳、松嶋菜々子
- 日清食品　eヌードル 出演：仲間由紀恵
- 鴨川シーワールド 出演：藤村俊二
- 東京モーターショー用ドキュメンタリーVP『パリ、ダカールラリー』[4]
- DAIWAドキュメントVP
- LODGEイベント用映像

### 映画・映像
- 東映映画 メイキングビデオ『松方弘樹第一回監督作品「OKITE〜やくざの詩〜」』 出演：松方弘樹、吉川晃司、遠藤憲一、加藤雅也、哀川翔 他
- 東映映画 メイキング『ZOO』 出演：神木隆之介、杉本哲太、鈴木杏樹、市川由衣 他
- 東映チャンネル『東映京都撮影所（東映太秦映画村）ドキュメンタリーフィーラー映像』
- 『チルドレンスキー ヨーロッパ遠征紀』（ドキュメンタリー映画）
- ショートムービー Nikon『思い出がいっぱい』
- 2005東京モーターショー展示用映像
- 文部科学省最先端研究プログラムドキュメンタリー映像『量子コンピューター』
- 文部科学省最先端研究プログラムドキュメンタリー映像『触媒電池』
- 『ロング・ワインディング・ロード』（監督・脚本） 『NEO ONE』グランプリ受賞
- 『第三惑星未来販売株式会社』（監督・脚本） 日本映像フェステバル受賞
- NHK DVD教材『はてなで学ぶ保健指導　スポーツと汗の季節の健康ふしぎ館』
- NHKドキュメンタリー『認知症、口腔ケア、訪問医療』

### 番組
- MBS 情熱大陸『ミスターマリック』
- NHKワールド JOURNIES IN JAPAN『横浜中華街』
- NHKワールド JOURNIES IN JAPAN『箱根』
- NHKアーカイブス 『金環日食～太陽と人間の物語～』
- NHK ゆうどきネットワーク 特集ドキュメンタリー『広がる家族葬』
- NHK ゆうどきネットワーク 特集ドキュメンタリー『急増する直葬』
- NHK ゆうどきネットワーク 特集ドキュメンタリー『不思議な高周波音』
- NHK ゆうどきネットワーク 特集ドキュメンタリー『若者に人気　木造アパート』（後にNHK国際放送で世界80ヶ国に放送）
- テレビ東京 新説!?　日本ミステリー『不老不死の秘薬』『坂本竜馬暗殺』『アポロは月に着陸してなかった』 ナレーション：杉本るみ
- フジテレビ スーパーニュース 特集『アラフォー乙女　海外婚活』
- 日本テレビ news every. 特集『アイドルも誕生　密着！ぽっちゃり女子』
- 日本テレビ news every. 特集『留学生が日本にやってきた！』 ナレーション：近石真介
- 日本テレビ news every. 特集『こだわりのどんぶり！』 ナレーション：屋良有作
- テレビ朝日 ニュースステーション 特集ドキュメント『絶滅危惧商品8ミリカメラ』 ナレーション：原田知世
- テレビ朝日 ニュースステーション 特集ドキュメント『絶滅危惧商品折り紙』 ナレーション：白鳥英美子
- CS放送スカイパーフェクTV！　So-netチャンネル
- 職業図鑑「インタープリター」『素晴らしき世界をもう一度』
- 『GOCOO〜タイコは魂の響き〜』　出演：GOCOO（音楽：ハリウッド映画『マトリックス』）
- 『都市伝説〜フォークロア〜』
- 『マジカルミステリー探検隊』
- MXTV 科学ドキュメンタリー番組 ガリレオチャンネル『発明発見の瞬間』 出演：茂木健一郎
- MXTV 科学ドキュメンタリー番組 ガリレオチャンネル『人間とテクノロジーの関係』 出演：富野由悠季
- MXTV 『地球最期の日々　JAXA取材特別番組』

### 音楽・CD関係
- テレビ朝日 音楽特番「時代が選んだNo1 永遠の名曲特番」 出演：都はるみ、ゴダイゴ、ビリーバンバン、尾崎紀世彦 他
- 吉川晃司PV『KOJI KIKKAWA in OKITE 』（「The Gundogs Perfect DVD Plus!」に収録）
- ボイスドラマ『風水巫女海龍篇』
- 音楽CD『風水巫女組曲』[5]『命の輝き』
- ボイスドラマ『風水巫女戦国時代篇』

- ボイスドラマ『風水巫女関ヶ原篇』[6]
- 音楽CD『逝きし未来の幻影　-Out of Reincarnation-　関ヶ原篇』

### シナリオ
- 第21回城戸賞東映団体推薦脚本・最終ノミネート『真夏のタイムマシーン』[7]
- 第23回城戸賞東映団体推薦脚本 『蘇った領域』
- JAE（ジャパンアクションエンタープライズ） 海外公演脚本『パワーレンジャー』
- JAE（ジャパンアクションエンタープライズ） アクションコメディー舞台脚本『アクション大魔王Ⅱ』
- JAE（ジャパンアクションエンタープライズ） 舞台『仮面ライダー』

### ネット番組
- アキバちゃんねる!#2『ファミコン誕生30年! ソフトベスト3! ワースト3!?』 ゲスト：ファミコンキッド
- アキバちゃんねる!#1『コスプレで世界に夢を!』 ゲスト：コスプレイヤー・ゆきまち

### 参考
- 風水巫女 2018年4月15日閲覧 - HP